# Прайс, Ллойд
Ллойд Прайс (9 марта 1933 — 6 мая 2021) — американский R&B-вокалист, автор песен и предприниматель.
Родился в Кеннере (пригород Нового Орлеана), штат Луизиана. С детства брал уроки игры на фортепиано и трубе и пел в хорах местных школы и церкви. Его первая запись, Lawdy Miss Clawdy, записанная на Specialty Records в 1952 году, возглавила американские R&B-чарты и сделала его весьма популярным исполнителем; главным же его хитом, тем не менее, считается песня 1959 года Personality. В 1962 году основал собственную студию звукозаписи.
Был введён в Зал славы рок-н-ролла в 1998 году. В последнее время активно занимался бизнесом: владел тремя звукозаписывающими студиями, а также сетью ресторанов быстрого питания и магазинов одежды, но при этом продолжал выступать.